# Eodorcadion jakovlevi
Eodorcadion jakovlevi är en skalbaggsart som först beskrevs av Suvorov 1912.  Eodorcadion jakovlevi ingår i släktet Eodorcadion och familjen långhorningar. Inga underarter finns listade i Catalogue of Life.